# Cuộc đời của Michael
I Am Michael là một bộ phim tiểu sử Mỹ năm 2015 được viết và đạo diễn bởi Justin Kelly. Dựa trên bài viết của tạp chí Benoit Denizet-Lewis Tạp chí New York Times "My Ex-Gay Friend", bộ phim có sự tham gia của James Franco, Zachary Quinto, Emma Roberts và Charlie Carver. Franco đóng vai Michael Glatze, một nhà hoạt động đồng tính từ bỏ đồng tính luyến ái và trở thành một mục sư Cơ Đốc giáo. Việc quay phim được thực hiện tại thành phố New York từ ngày 11 tháng 8 đến ngày 30 tháng 8 năm 2014.
Bộ phim được phát hành trong một bản phát hành giới hạn và thông qua video on demand vào ngày 27 tháng 1 năm 2017, bởi Brainstorm Media.

## Nội dụng
Dựa trên một câu chuyện có thật, bộ phim mô tả nhà hoạt động đồng tính Michael Glatze, người từ chối đồng tính luyến ái và trở thành một mục sư Cơ Đốc giáo.

## Diễn viên
- James Franco vai Michael Glatze
- Zachary Quinto vai Bennett
- Emma Roberts vai Rebekah
- Charlie Carver vai Tyler
- Avan Jogia vai Nico Gladstone
- Devon Graye vai Cory
- Leven Rambin vai Catherine
- Daryl Hannah vai Deborah
- Lesley Ann Warren vai Susan
- Blake Lee vai Benoit
- Kevin Cahoon vai Peter

## Sản xuất

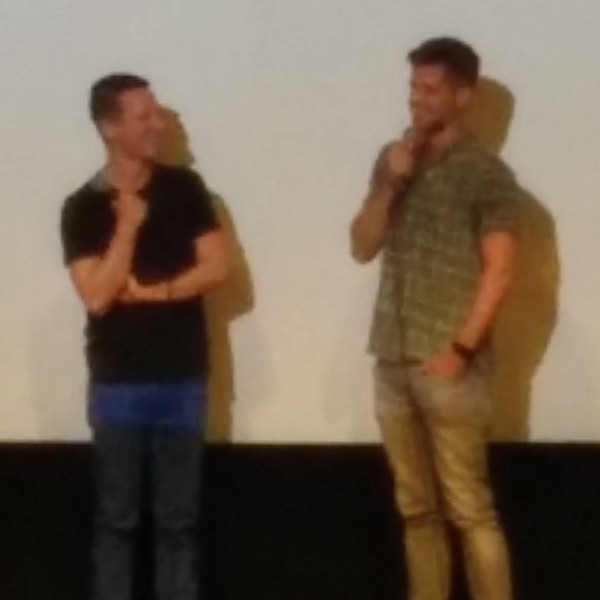
Đạo diễn Justin Kelly với Charlie Carver, người đóng vai Tyler

Vào ngày 1 tháng 4 năm 2014, James Franco đã được thêm vào bộ phim để vào vai Michael Glatze, một nhà hoạt động đồng tính, người sau đó đã từ bỏ đồng tính luyến ái. Justin Kelly đã được thiết lập để chỉ đạo bộ phim Michael dựa trên bài báo "My Ex-Gay Friend" của Benoit Denizet-Lewis, trong khi Gus Van Sant sẽ điều hành sản xuất bộ phim. Vào ngày 14 tháng 7, Zachary Quinto, Emma Roberts và Chris Zylka đã tham gia vào dàn diễn viên của bộ phim. Quinto sẽ vào vai Bennett, bạn trai cũ của nhân vật Franco, Roberts sẽ đóng vai bạn gái của anh ta, và Zylka sẽ đóng một mối tình khác trong quá khứ.
Đạo diễn Justin Kelly nói rằng "đây không chỉ là một câu chuyện về một 'người đồng tính cũ', đây thực sự là một câu chuyện rất dễ hiểu về sức mạnh của niềm tin và mong muốn thuộc về". Vào ngày 14 tháng 8, Charlie Carver đã tham gia bộ phim để vào vai Tyler, người có mối quan hệ với Michael và Bennett và rất đau lòng khi Michael từ chối đồng tính luyến ái. Vào ngày 15 tháng 8, Avan Jogia đã tham gia bộ phim với vai Nico, một chàng trai trẻ mà Michael gặp và yêu trong suốt hành trình của mình. Vào ngày 18 tháng 8, Lesley Ann Warren đã tham gia dàn diễn viên trong phim để vào vai mẹ của nhân vật Franco. Vào ngày 25 tháng 8, Daryl Hannah đã tham gia bộ phim để vào vai Deborah, người điều hành một khóa tu Phật giáo Colorado nơi Michael đi tìm sự an ủi.

### Quay phim
Quay phim chính bắt đầu vào ngày 11 tháng 8 năm 2014, tại Thành phố New York như diễn viên Franco đã chia sẻ hình ảnh từ bộ ảnh. Vào ngày 20 tháng 8, Franco đã được phát hiện trong quá trình quay phim trên Ocean Avenue tại East Rockaway. Việc sản xuất được thực hiện vào ngày 31 tháng 8 năm 2014 tại Baldwin, New York.

## Phát hành
Bộ phim được phát hành tại Liên hoan phim Sundance 2015, và cũng được chiếu trong phần Toàn cảnh của Liên hoan phim quốc tế Berlin lần thứ 65. Phim đã nhận được buổi ra mắt tại California trong Liên hoan phim LGBT FilmOut San Diego lần thứ 17. Bộ phim là bộ phim đêm khai mạc của Liên hoan phim Frameline vào ngày 18 tháng 6 năm 2015 tại Nhà hát Fidel tại San Francisco. Brainstorm Media mua bản quyền phân phối cho bộ phim và đặt bộ phim thành phát hành giới hạn và thông qua video on demand vào ngày 27 tháng 1 năm 2017.

## Tiếp nhận
Bộ phim đã thu hút được nhiều ý kiến trái chiều. Trên trang web tổng hợp đánh giá Rotten Tomatoes, bộ phim giữ tỷ lệ phê duyệt 63% dựa trên 35 đánh giá và xếp hạng trung bình là 6.1/10. Đồng thuận quan trọng của trang web là "Tôi là Michael có cách tiếp cận cân bằng với chủ đề phức tạp của nó, và mặc dù kết quả không phải lúc nào cũng tăng lên, chúng vẫn được neo bởi công việc mạnh mẽ từ James Franco." Trên Metacritic, bộ phim có điểm trung bình có trọng số là 56 trên 100, dựa trên 19 nhà phê bình, chỉ ra "hỗn hợp hoặc trung bình".
Peter Debruge của Variety đã viết, "Một sắc thái khác thường James Franco mang bức chân dung phức tạp này của một người đàn ông bước ra và chiến đấu để khuyến khích giới trẻ LGBT khác trước khi chuyển sang Cơ đốc giáo bảo thủ", nhưng kết luận rằng bộ phim quá khô khan và giữ nguyên nhân vật tiêu đề. xa cách và che giấu trong nỗ lực của mình là vô tư.
Boyd van Hoeij đã viết trong The Hollywood Reporter, "Rất may, kịch bản không miêu tả câu chuyện theo hướng đơn giản là tốt hay xấu, nhưng điều đó không có nghĩa là có đủ sắc thái hoặc hiểu biết sâu sắc để liên tục nâng cao chất liệu trên mức độ sẵn sàng nhưng được làm sẵn trên TV sinh học." Eric Kohn của Indiewire đã cho bộ phim đạt điểm B+.